# 11-elevens-
『11-elevens-』（イレブンス）は、奥井雅美の19thオリジナルアルバム。2021年3月13日にLantisから発売された。

## 背景
前作『HAPPY END』以来、約3年ぶりとなるオリジナルアルバムで、テーマは『陰と陽』や『光と闇』など自分の中の2面性を表現した作品となっている。

## 制作
楽曲提供に、JAM Projectの影山ヒロノブと、きただにひろし、福山芳樹が参加した。依頼したきっかけとして奥井は、コロナ禍に突入した2020年の春頃に、JAM Projectのメンバーとともに形に残せるものをアルバムに入れたいなと思い始めたのがきっかけで、「JAMでの私とソロでの私という立ち位置の違いもあるし、他のメンバーもJAMの曲と女性シンガーへの曲提供という作家としての部分も出てきておもしろいかなと思ってお願いしました」とコメントしている。

## 音楽性
1曲目の「プライベートヒロイン-OTAKATSUDAYS-」は、オタク女子の気持ちや生活を歌った楽曲となっており、歌詞の中に『尊い』という単語が含まれている。制作当時、奥井は韓流ドラマや韓国映画を鑑賞しており、それらを基に自分が感じたものを歌詞にしたという。また「妄想癖があって、空想するのが大好きなんです。絵とかストーリー、キーワードや文字が浮かんできて、そこから広げていった」と語っている。
2曲目の「Civil war-1vs1-」は、コロナ禍におかれた状況を基に制作され、奥井は「すごく大変でも一生懸命前を向いて生きてる人もいれば、自分さえ良ければいいという態度が目立つ人もいて。『普段はどう考えていたのか？』や『どう生きていたのか？』っていうのが、目に見えるかたちでパカッと分かれた気がします」と語ったうえで「闇に引きずり込まれている人が増えているかもしれないなと思って。光を意識して生きてほしいなという願いを込めた部分もあります」とコメントしている。
3曲目の「Blood Blade-光と闇の彼方に-」は、2015年にニンテンドー3DS用ゲームとして発売された『ラングリッサー リインカーネーション -転生-』の主題歌として制作され、2019年12月22日にデジタルシングルとして配信された。楽曲は、『ラングリッサー』の世界観をイメージして制作され、奥井は「力を得る時、それが光の力になるか、闇の力になるか、で未来が変わっていくという、自分の中の『光と闇』の戦いの歌」とコメントしている。
4曲目の「天使と悪魔」は、R&B調で、K-POPを意識した楽曲となっている。奥井は「韓流ドラマと共にK-POPも聞いていたので、K-POPはユニットが多くグルーヴの曲で、畳みかけるようにいろいろなところから声が出てきて、いろいろなパート、コーラスがあって『楽しいな。自分もこういうのを作りたい』と思った」とコメントしている。
5曲目の「コトノハ」は、昔の恋を思い出した男性が、好きだった女性が新しい道を進もうという内容の楽曲で、奥井は「元カノが結婚したり、幸せに暮らしているのを見て『あの時、ちゃんと謝ればよかったな』と思っている男の子の歌です」「『もっと早く言葉を伝えていれば違う未来があったかもしれないのに』と感じている男性の曲ですね。つまり『大切な言葉は伝えたい時に伝えなきゃダメ！』ってこと」とコメントしている。
6曲目の「21世紀サバイバー」は、「頑張って生き抜こうよ」という気持ちがこもったメッセージソングとなっている。
7曲目の「JUDGEMENT」は、AIの技術が発達している現代社会に警鐘を鳴らした楽曲となっており、奥井は『ターミネーター』や『マトリックス』みたいな時代が来るんじゃないかと語っている。また「匿名だからってSNSで好き勝手なこと書いてるけど、そのうち進化したAIが全部特定して人間を選別し始めたりするんじゃない？そうなったら、あなたは生き残れないんじゃないの？っていう曲ですね」とコメントしている。
8曲目の「秋桜」は、コロナ禍で自死する人々を見たのがきっかけで制作され、奥井は「残された人はどんな想いになるのかを書こうと。責任を感じるかもしれないけど、背負って生きていかなくてはいけないよと男女のストーリーで表現しました」とコメントしている。また、収録曲の中で一番好きな楽曲だと語っている。
10曲目の「Beautiful Life」は、Lantisが運営する『MixBox』の限定コンテンツである『MixUp!』のために制作された楽曲。歌詞に関して奥井は、ステイホーム中にコロナに関するニュースの中で、海外で空気や水がきれいになったという話題が扱われた際「『普段どれだけ人間が地球を痛めつけ汚していたんだろう…このままだと地球や自然がもたないし、そんな未来を将来の子たちに残すのはいけないのでは？』という気持ちになった」「人間は欲深くて、物だったり、仕事だったり人間関係だったり、いろんなものを欲しがるけど、本当にそれって必要なものなのかって。別になくても生きていけるんじゃないのかって、コロナ禍を立ち止まって考えるきっかけにしていけたらいいんじゃないか」と語っている。

## リリース
2021年3月13日にLantisからリリースされた。日本でCDの発売は水曜日であるが、自身の誕生日に合わせて土曜日に発売された。
初回生産分限定封入特典として、ライブ『奥井雅美 NEW ALBUM『11-elevens-』発売記念ライブ 1 vs 1〜be the light〜』のチケットCD封入先行申込券が封入されている。

## ライブ
本作を引っ提げたライブ『奥井雅美 NEW ALBUM『11-elevens-』発売記念ライブ 1 vs 1〜be the light〜』が2021年5月22日にduo MUSIC EXCHANGEにて行われた。

## 収録曲
| 全作詞: 奥井雅美。 |                                        |           |                        |                        |      |
| #                  | タイトル                               | 作詞      | 作曲                   | 編曲                   | 時間 |
| 1.                 | 「プライベートヒロイン-OTAKATSUDAYS-」 | 奥井雅美  | 奥井雅美               | 長田直之               | 4:39 |
| 2.                 | 「Civil war-1vs1-」                    | 奥井雅美  | JUN (from GOTCHAROCKA) | JUN (from GOTCHAROCKA) | 4:38 |
| 3.                 | 「Blood Blade-光と闇の彼方に-」        | 奥井雅美  | 奥井雅美               | 山崎淳                 | 4:28 |
| 4.                 | 「天使と悪魔」                         | 奥井雅美  | 奥井雅美               | 長田直之               | 4:33 |
| 5.                 | 「コトノハ」                           | 奥井雅美  | 奥井雅美               | 安瀬聖                 | 6:35 |
| 6.                 | 「21世紀サバイバー」                   | 奥井雅美  | 影山ヒロノブ           | 長田直之               | 3:54 |
| 7.                 | 「JUDGEMENT」                          | 奥井雅美  | きただにひろし         | 黒須克彦               | 4:22 |
| 8.                 | 「秋桜」                               | 奥井雅美  | 奥井雅美               | 黒須克彦               | 7:56 |
| 9.                 | 「Sylphide」                           | 奥井雅美  | 福山芳樹               | 長田直之               | 5:53 |
| 10.                | 「Beautiful Life」                     | 奥井雅美  | 奥井雅美               | 森田純正               | 5:46 |
| 11.                | 「手をつないで」                       | 奥井雅美  | 奥井雅美               | 黒須克彦               | 5:00 |
| 合計時間:          | 合計時間:                              | 合計時間: | 合計時間:              | 57:44                  |      |

## 参加ミュージシャン
| プライベートヒロイン-OTAKATSUDAYS- - Chorus Arrange & Chorus : 奥井雅美 - All instruments : 長田直之 - Recording Engineer : 齋藤春樹 - Mixing Engineer : 白井康裕 Civil war-1vs1- - Chorus Arrange : JUN, 奥井雅美 - Chorus : 奥井雅美 - All instruments : JUN - Recording Engineer : 阿南恵介, 三原典子 - Mixing Engineer : 白井康裕 Blood Blade-光と闇の彼方に- - Chorus Arrange & Chorus : 奥井雅美 - Guitar, other instruments : 山崎淳 - Recording Engineer : 鈴木Daichi秀行 - Mixing Engineer : 鈴木Daichi秀行 天使と悪魔 - Chorus Arrange & Chorus : 奥井雅美 - All instruments : 長田直之 - Recording Engineer : 阿南恵介 - Mixing Engineer : 白井康裕 コトノハ - Strings : 梶谷裕子ストリングス - Piano, other instruments : 安瀬聖 - Recording Engineer : 青木礼門 - Mixing Engineer : 西沢栄一 21世紀サバイバー - Chorus Arrange : 長田直之, 奥井雅美 - Chorus : 奥井雅美 - All instruments : 長田直之 - Recording Engineer : 中山太陽 - Mixing Engineer : 白井康裕 | JUDGEMENT - Chorus Arrange : 黒須克彦, 奥井雅美 - Chorus : 奥井雅美 - Guitar : 堀崎翔 - Bass, other instruments : 黒須克彦 - Recording Engineer : 三原典子 - Mixing Engineer : 白井康裕 秋桜 - Prologue piano performance : 奥井雅美 - Chorus Arrange : 黒須克彦, 奥井雅美 - Chorus : 奥井雅美 - Guitar : 堀崎翔 - Bass, other instruments : 黒須克彦 - Recording Engineer : 三原典子 - Mixing Engineer : 白井康裕 Sylphide - Chorus Arrange : 長田直之, 奥井雅美 - Chorus : 奥井雅美 - Guitar : 鈴木ぷよ - Piano, other instruments : 長田直之 - Recording Engineer : 中山太陽 - Mixing Engineer : 西沢栄一 Beautiful Life - Chorus Arrange & Chorus : 奥井雅美 - Drums : 菊嶋亮一 - Bass : TABOKUN - Keyboards : 今井隼 - Guitar : IMAJO - Other instruments : 森田純正 - Recording Engineer : 鈴木Daichi秀行, 齋藤春樹 - Mixing Engineer : 西沢栄一 手をつないで - Chorus Arrange : 黒須克彦, 奥井雅美 - Chorus : 奥井雅美 - Keyboards : 今井隼 - Guitar : 堀崎翔 - Bass, other instruments : 黒須克彦 - Recording Engineer : 中山太陽 - Mixing Engineer : 西沢栄一 |

## タイアップ
| # | 曲名                            | タイアップ                                                 | 出典  |
| - | ------------------------------- | ---------------------------------------------------------- | ----- |
| 3 | 「Blood Blade-光と闇の彼方に-」 | ゲーム『ラングリッサー リインカーネーション -転生-』主題歌 | [ 4 ] |
| 3 | 「Blood Blade-光と闇の彼方に-」 | ゲーム『ラングリッサー モバイル』CMソング                  |       |